# The Veldt Cinema
The Veldt Cinema è un singolo del disc jockey e produttore discografico canadese deadmau5, dell'italiano Benny Benassi, dell'inglese Gary Go e dello statunitense Bynx.

## Descrizione
Bynx, produttore di Los Angeles, oltre a produrre le sue tracce e fare remix per vari artisti, crea mash up. Tra gli altri, ha avuto l'intuizione di mettere il testo di Cinema di Benny Benassi e Gary Go sulla base strumentale di The Veldt di deadmau5 e Chris James. Questa versione ha accumulato oltre 25 milioni di visualizzazioni su Instagram, con tanti fan che chiedevano di pubblicare la canzone.
Questa richiesta si è prolungata per tutto il 2022, tanto da far si che Ultra Music facesse diventare questo mash up un singolo ufficiale da poter essere pubblicato.

## Tracce
1. The Veldt Cinema (Bynx Edit)